# Bernardo Estela Parra
Bernardo Estela Parra (Alzira, 16 d'abril de 1966) és un artista faller valencià amb més de tres dècades de trajectòria professional dedicada a la creació de Falles i Fogueres. Els seus inicis estan vinculats al taller de Julio Monterrubio, de qui aprén l'ofici. Dins d'aquest obrador signarà la seua primera Falla infantil en 1989 amb el lema "València, mora i cristiana". Amb aquest primer treball debuta en la màxima categoria de les Falles d'Alzira plantant-la per la comissió Pintor Andreu de la qual era membre en aquell moment. En 1993 s'independitza després que el seu mentor tanque el taller. En aquest primer periode les localitats de Gandia, Carcaixent i la seua Alzira natal voran plantades les primeres Falles d'Estela ja en solitari.
En 1997 es produeix la seua arribada a València plantant en Secció Especial el cadafal infantil "Sentir la música" per la comissió Arquebisbe Olaechea - Sant Marcel·lí. A l'any següent té lloc una important fita en la seua carrera que li donarà una gran visibilitat a les Falles de València ja que s'encarregarà de la Falla infantil de l'Ajuntament des del 1998 fins al 2002 ininterrompudament. Durant este periode aconseguirà el seu màxim guardó en especial de València amb un segon premi amb Convent Jerusalem - Matemàtic Marzal en 2001. Repetirà posició en 2003 amb Ceramista Ros - Jose Maria Mortes Lerma, comissió per a la qual realitzarà més Falles infantils en anys successius. En 2007 tornarà a la Plaça de l'Ajuntament del Cap i Casal amb un cadafal que durà per lema "Gaudim de la Malva-rosa" aprofitant la temàtica marinera en l'any de la Copa de l'Amèrica a la ciutat. Dos anys després crea "Si-sol-fa, sona bé" per a Pediatra Jorge Comin - Serra Calderona. La seua trajectòria artística a la capital valenciana es desenvolupa en moltes altres demarcacions com Barraca - Espadà, Plaça de la Tenda, Sant Rafael - Anton Martin, Goya - Brasil, Ramiro de Maeztu - Humanista Furió, Mestre Bellver - Mariano Ribera o Antonio Molle - Gregorio Gea en la localitat de Mislata. En els darrers temps torna a especial a l'encreuament dels carrers Císcar i Borriana.
Bernat Estela és un dels artistes fallers amb més primers premis a la secció especial infantil de les Falles d'Alzira. Acumula en la dècada dels anys 1990 i principis dels 2000 un registre d'or amb set màxims guardons amb la seua comissió, Pintor Andreu. En 2008 retornarà a la senda de l'èxit, però en aquesta ocasió amb Camí Nou. De nou en 2019 a la mateixa demarcació aconseguirà repetir reconeixement. També es farà amb la distinció infantil més alta de les Falles de Dénia realitzant cadafals per Baix la Mar.
Menció a banda destaca la seua quantitat de Ninots Indultats aconseguida en múltiples ocasions i ubicacions. Dos ninots seus es poden visitar en l'actualitat al Museu Faller de València: el primer amb Exposició - Misser Mascó en l'any 1999 i 20 anys després amb Císcar - Borriana en 2019. El llistat d'indults s'allarga a les ciutats de Dénia, Silla i Alzira.
En l'apartat de Fogueres la seua producció és prou destacada. Planta per primera vegada en categoria especial en 2003 a La Ceràmica. Sis anys després es fa amb el primer premi d'especial de les Fogueres d'Alacant al mateix districte. Amb el pas del temps es mourà a altres barris de la capital de l'Alacantí creant obres per a Sant Blai - La Torreta i Foguerer Carolines en especial. Durant el seu periple per la festa major d'Alacant suma sis indults, tres dels quals obtinguts de manera consecutiva. En l'any 2019 es dona un fet insòlit en la carrera artística de l'artista realitzant per primera vegada un cadafal gran a Sant Blai de Baix. L'obra va dur per lema "Cor a babor".
El seu gran referent és Joan Canet, un dels grans noms de les Falles infantils de tots els temps. L'artista alzireny es reconeix còmode en el moment de plantejar la composició de la Falla. En segon lloc, la pintura és un dels aspectes que més li interessen de la creació efímera fallera. Als seus inicis creu que enfoca més el seu treball cap a un públic adult redirigint-lo amb el pas del temps cap a la mirada dels xiquets.
En l'any 2016 compleix 25 anys com a membre del Gremi Artesà d'Artistes Fallers de València i rep el Ninot d'Or, màxim reconeixement de l'entitat gremial.